# Speed Channel
Speed, anteriormente conocido como Speed Channel, fue un canal de televisión por suscripción internacional de origen estadounidense, que transmitía a los Estados Unidos, Australia, Canadá y a toda Latinoamérica. El canal tuvo su sede en Charlotte, Carolina del Norte y transmitió programación, en su mayoría, relacionados con el automovilismo y los deportes a motor. La programación en EE. UU. incluyó carreras de Fórmula 1, y también en Latinoamérica transmitió NASCAR, NASCAR Toyota Series (antes Corona Series), Porsche Super Cup, DTM, BTCC, WTCC. Desde 1998 la Fórmula 1, GP2 Series y GP3 Series formaron parte de las transmisiones en Latinoamérica. También emitía programas con contenido sobre los autos y motos.

## Historia
El canal que finalmente se convirtió en Speed Channel, se lanzó el día de Año Nuevo de 1996, por Roger L. Werner Jr, E. Roger Williams, Nickolas Rhodes y Robert Scanlon, bajo el nombre de Speedvision en propiedad de Cox Communications, Continental Cable y AT&T. Bajo su gestión, Speedvision se convirtió en la red de cable de más rápido crecimiento de todos los tiempos.
El canal estuvo en emisión en Vía Digital desde el nacimiento de la plataforma, el 15 de septiembre de 1997, pero desapareció el 27 de octubre de 1998. El motivo fue que la plataforma pidió a la productora que añadiesen un audio en español, pero esta última se negó. Esa negación provocó que Vía Digital decidiese retirar el canal de su oferta.
En el verano de 2001, News Corporation de Rupert Murdoch compró un tercio de Speedvision. En agosto de 2001, negociaron la adquisición de las participaciones propiedad de Cox y Comcast, dándoles así una participación mayoritaria.
Fox vio la red como una herramienta de negociación de los derechos de televisión de NASCAR que se dividieron con la NBC. El plan era que el canal se convirtiera en una red de 24 horas de NASCAR. Este plan fue finalmente archivado en el otoño debido a la falta de voluntad de la gestión de Fox a cabo carreras de NASCAR en el canal.
El 11 de febrero de 2002, Speedvision fue relanzado como Speed Channel y fue lanzado en Latinoamérica a principios de mayo de 2005. El primer programa del nuevo formato era un programa especial de lanzamiento. Ese año se centra en la vista previa del NASCAR Speedweeks de 2002.
Speed HD fue el mismo canal, pero en alta definición o HD. Se puso en marcha el 8 de febrero de 2008. DirecTV fue uno de los primeros en llevar este nuevo canal. Dish Network lanzó Speed HD el 8 de mayo de 2009.

## Speed2
En junio de 2012 Speed lanzó un servicio de descarga en línea que permitía a todos los clientes de cable y satélite acceder al contenido a través de su computadora, teléfono inteligente o tablet conocido como Speed2. Se caracterizaba por eventos de carreras en vivo y archivados de varias series. La programación de NASCAR no estuvo incluida en Speed2, por derechos que pertenecían a Turner Sports.

## Pérdida de los derechos de la Fórmula 1 (solo EE.UU.)
Speed, al terminar la temporada 2012 de la Gran Carpa del automovilismo, pierde los derechos de transmisión de la Fórmula 1, y a partir de la temporada 2013, se confirmó que NBC firmó un contrato de cuatro años para transmitir Fórmula 1, 16 carreras a través de su señal de cable NBC Sports Network y las carreras de Canadá, Abu Dhabi, Estados Unidos, Brasil (comenzando en 2013) y México (a partir del 2015) en la señal nacional de NBC.

## América Latina
Speed Channel tuvo una cobertura en vivo de NASCAR Sprint Cup, NASCAR Nationwide Series, NASCAR Camping World Truck Series, Rolex Sports Car Series, DTM, American Le Mans Series y las clásicas 24 Horas de Le Mans. También mostró la cobertura en diferido de NASCAR Toyota Series (antiguamente Corona Series, algunas carreras en vivo), WTCC, BTCC de Gran Bretaña y en 2012 empezó a transmitir el Rally Dakar, World Rally Championship, GP3 Series, GP2 Series y la Fórmula 1. El 5 de noviembre de 2012 el canal se nombró en América Latina de habla hispana (tanto en el cono norte como en el cono sur) como Fox Sports 3 y en Brasil el 5 de febrero de 2012 como Fox Sports y la programación fue cambiada desde la salida de Speed.

## Cambios del canal (América Latina y EE.UU.)
Speed desapareció el 5 de noviembre de 2012, dando paso al rebranding de Fox Sports Latinoamérica, que consiste en la renovación de señales: Fox Sports manteniendo la misma señal pero con varios cambios, Fox Sports 2 que reemplazó a Fox Sports+ y Fox Sports 3 que reemplazó a Speed, en estos dos últimos la programación cambio radicalmente, en Brasil en poco tiempo fue reemplazado por Fox Sports y Speed en Brasil desapareció en forma definitiva cuando Fox Sports entró en los operadores de cable SKY, NET, Oi, Claro TV y DirecTV.
Se confirmó en los Estados Unidos el 5 de marzo de 2013 que Speed sería reemplazado por un nuevo canal de deportes por cable que será llamado Fox Sports 1. El cierre del canal ocurrió el 17 de agosto de 2013, transmitiendo inicialmente fútbol americano y basquetbol colegial de la Big 12 Conference, Conference USA y Pac-12 Conference, partidos de fútbol de la UEFA Champions League, UEFA Europa League y la Liga de Campeones de la CONCACAF, junto con los derechos de las Copas Mundiales de la FIFA, tanto en hombres como mujeres y tanto mayores como menores a partir de 2015. También se transmitirán partidos de la temporada regular de la MLB los sábados, algunos juegos entre semana y la postemporada previa a la Serie Mundial a partir de 2014. Respecto a NASCAR, en cuanto al automovilismo se transmitirán por esta señal algunas de las carreras de Sprint Cup a partir de 2015, se seguirán transmitiendo la Camping World Truck Series, la Sprint All-Star Race y todas las carreras de Speedweeks en Daytona.

## Canadá
Como Speedvision, Speed fue aprobado por la Comisión Canadiense de Radio, Televisión y Telecomunicaciones que añade a su lista de canales estadounidenses aprobados para los proveedores de cable y satélite canadiense en 1997.

## Australia
Speed fue lanzado en Australia el 1 de noviembre de 2010 en la grilla de canales de FOXTEL, en imagen estándar y en HD. Luego de meses de conversaciones el 25 de marzo del año siguiente estaba disponible para Austar. El canal transmite la IndyCar Series, GP2 Series, Campeonato Mundial de Motociclismo, Campeonato Mundial de Superbikes, Copa NASCAR, Campeonato Mundial de Rally, Campeonato Mundial de Rallycross, Campeonato Mundial de Resistencia y United SportsCar Championship entre otros. En noviembre de 2014, el canal se convertirá en Fox Sports 4.